# Garel von dem blühenden Tal
Garel von dem blühenden Tal (ou: Garel do Vale Florido) é o título de romance arturiano, composto por volta de 1230-40 pelo escritor alemão Der Pleier, para contradizer à obra Daniel von dem blühenden Tal, escrita por Der Stricker. Consiste em 21.310 versos de rimas parelhas. Sua parte inicial foi perdida.

## Enredo
Após uma viagem, o rei Arthur recebe uma declaração de guerra do rei Ekunaver. Garel von dem blühenden Tal deixa a corte de Arthur, antes que este parta ao comando das tropas guerreiras. No caminho para a batalha, enfrenta diversas aventuras, como o assédio ao castelo de Sir Eskilabon, que havia feito prisioneiros vários cavaleiros, e liberta dois cavaleiros em poder de dois gigantes. Após matar o terrível monstro Vulganus, ganha a mão da bela Laudamie. Garel derrota até mesmo Ekunaver antes que Arthur chegue, com o seu exército - e sua vitória é comemorada num banquete junto à Távola Redonda, após seu casamento com Laudamie.

## Repercussão
A história ganhou mais repercussão e popularidade que sua precedente. Seus episódios serviram de inspiração para ilustrar os afrescos do castelo de Runckelstein, no Tirol.